# José Joaquim Leite Guimarães
José Joaquim Leite Guimarães (Guimarães, Pencelo, 18 de Julho de 1808 – Porto, 3 de Junho de 1870), 1.º Barão de Nova Sintra (Nova Cintra na grafia da época), foi um empresário e filantropo português.

## Família
Filho de António José Leite de Faria e de sua mulher Custódia Maria Machado e irmão do 1.º Barão de Glória.

### Casamentos
Casou primeira vez em 1840 com Mariana de Casal Ramos (Brasil, - 1845), filha de Rafael José de Casal e de sua mulher Maria Ramos, Brasileiros, sem geração.
Casou segunda vez a 5 de Janeiro de 1846 com Albina Augusta de Araújo (Viana do Castelo, 5 de Fevereiro de 1819 – Porto, 7 de Agosto de 1884), filha de Francisco Domingos de Araújo e de sua mulher Isabel Joaquina de Moura, sem geração.

## Biografia
Iniciou a sua carreira comercial no Porto, como empregado num estabelecimento de lãs, e em 1825 passou ao Rio de Janeiro, empregando-se numa loja de fazendas. Em 1831 era Sócio da Casa de Luís Joaquim Moreira & C.ª, no Rio Grande do Sul. Uma revolta republicana naquela região levou-o a pegar em armas na defesa do Império, e foi ferido em combate. Voltando ao Rio de Janeiro, associou-se a seu irmão (depois 1.º Barão de Glória) e essa sociedade durou e prosperou até 1837. Em 1838 era Sócio da Firma Leite & Guimarães, uma das maiores de fazendas por grosso do Rio de Janeiro. Em 1851 regressou à Europa, onde viajou, vindo para Portugal em 1855 e fixando-se em Lisboa. Seis anos depois foi chamado a assumir a gerência da Companhia do Gás, do Porto, cuja posição financeira era precária. A sua excelente administração restabeleceu rapidamente a prosperidade e crédito daquela Companhia. Presidente da Associação Comercial de Beneficência do Porto com grande êxito, acerto e sentido administrativo foi, pelo Governo, nomeado Provedor do Asilo da Mendicidade da mesma Cidade, dando-lhe eficiência e condições de vida melhores do que nunca. Vários Bancos o contavam entre os seus Fundadores e a Exposição do Porto de 1865 foi em grande parte empreendimento seu. Grande Filantropo, fundou o Estabelecimento Humanitário Barão de Nova Sintra, de larga obra assistencial e de educação profissional de rapazes tirados das casas de correção. Uma fábrica de fiação de sedas da sua fundação foi objeto de prémios e distinções em certames industriais.
O título de 1.º Barão de Nova Sintra foi-lhe concedido por Decreto de D. Luís I de Portugal de 8 de Março de 1862. Em 1866 esteve lavrado novo Decreto que o elevava a 1.º Visconde de Nova Sintra, mercê que recusou.